# Martin Luckner

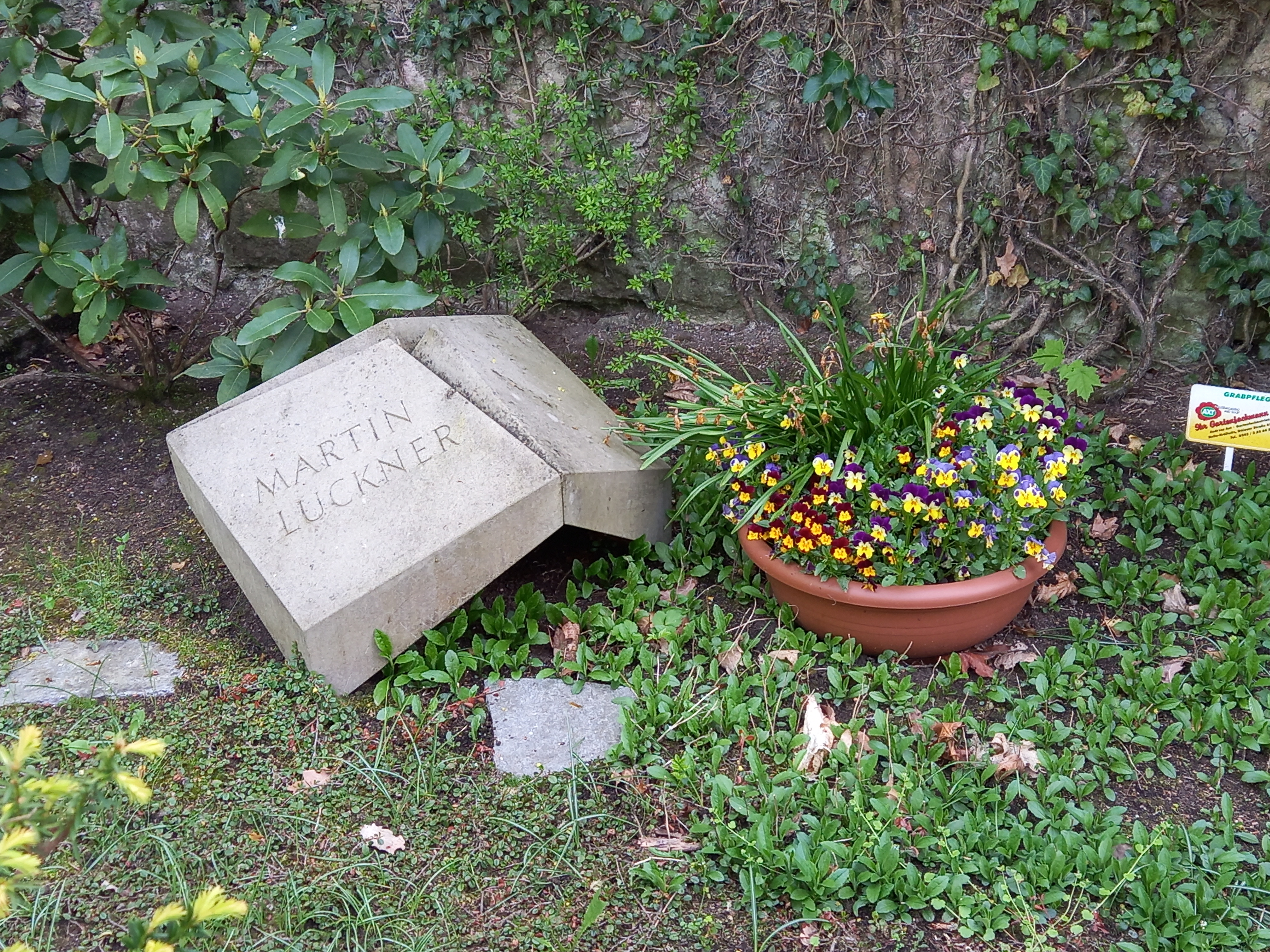
Das Grab von Martin Luckner auf dem Friedhof Kröllwitz in Halle

Oscar Martin Luckner, genannt Martin Luckner, (* 25. Juli 1935 in Plauen; † 20. Mai 2004) war ein deutscher Biochemiker und Pharmazeut.

## Leben
Luckner studierte ab 1954 Pharmazie an der Martin-Luther-Universität Halle-Wittenberg mit dem Abschluss 1958, wurde dort 1962 bei Kurt Mothes promoviert und habilitierte sich 1966 in Halle. 1970 wurde er Professor für Pharmazeutische Biologie in Halle. 1991 bis 1996 war er Prorektor der Universität Halle.
Er befasste sich mit der Biochemie von Alkaloiden und herzwirksamen Glykosiden und der Regulation des Sekundärstoffwechsels von Pflanzen (Zellkulturen von  Digitalis lanata) und Pilzen (Penicillium cyclopium). Er war Sprecher des Sonderforschungsbereichs SFB 363 Molekulare Zellbiologie Pflanzlicher Systeme.
Seine wissenschaftliche Arbeit führte er auch nach seiner Emeritierung weiter. Schwerpunkt seiner Tätigkeit war nach dem Jahr 2000 das Biozentrum in Halle sowie die von ihm gegründete Firma BioService Halle GmbH, heute BioSolution Halle GmbH. Im Jahre 2005 gründete die Familie Luckner zu seinem Andenken die Martin-Luckner-Stiftung zur Förderung der pharmazeutisch-biotechnologischen und biologischen Wissenschaften in Halle.
Er war Mitglied der Leopoldina. Er starb am 20. Mai 2004.

## Schriften
- Der Sekundärstoffwechsel in Pflanze und Tier, Stuttgart: Fischer 1969
- mit K. Mothes, L. Nover (Hrsg.): Secondary Metabolism and Coevolution, Nova Acta Leopoldina Suppl. No. 7, 1977
- mit Lutz Nover, Hartmut Böhm: Secondary metabolism and cell differentiation, Springer 1977
- Herausgeber mit Klaus Schreiber: Regulation of secondary product and plant hormone metabolism, Pergamon Press 1979
- Secondary metabolism in microorganisms, plants, and animals, 2. Auflage, Springer 1984